# IC 764
IC 764 ist eine Balken-Spiralgalaxie vom Hubble-Typ SBc mit ausgedehnten Sternentstehungsgebieten im Sternbild Hydra südlich der Ekliptik. Sie ist schätzungsweise 87 Millionen Lichtjahre von der Milchstraße entfernt und hat einen Durchmesser von etwa 130.000 Lichtjahren. Die Galaxie ist das hellste Objekt in der IC 764-Gruppe (LGG 271).

Im selben Himmelsareal befinden sich u. a. die Galaxien NGC 4105, NGC 4106, IC 3005, IC 3010.
Das Objekt wurde am 26. März 1887 vom US-amerikanischen Astronomen Frank Muller entdeckt.

## IC 764-Gruppe (LGG 271)
| Galaxie   | Alternativname | Entfernung / Mio. Lj |
| --------- | -------------- | -------------------- |
| NGC 4106  | PGC 38417      | 88                   |
| IC 760    | PGC 38345      | 92                   |
| IC 764    | PGC 38711      | 87                   |
| IC 2996   | PGC 38334      | 93                   |
| IC 3015   | PGC 38588      | 83                   |
| PGC 37752 | ESO 440-037    | 83                   |
| PGC 37950 | ESO 440-038    | 95                   |
| PGC 37974 | ESO 440-039    | 83                   |
| PGC 38037 | ESO 440-044    | 90                   |
| PGC 38301 | ESO 440-049    | 93                   |
| PGC 38799 | ESO 441-017    | 87                   |